# Radomir Antić
Radomir Antić (ur. 22 listopada 1948 w Žitište, zm. 6 kwietnia 2020 w Madrycie) – serbski piłkarz, następnie trener piłkarski.

## Życiorys

### Kariera piłkarska

#### Jugosławia
Antić karierę piłkarską rozpoczął w jugosłowiańskim zespole Sloboda Užice w sezonie 1967/1968.
Następnie przeniósł się do Partizana Belgrad, gdzie grał w latach 1970–1977.

#### Zagranica
W 1977 przeniósł się do tureckiego klubu Fenerbahçe SK, gdzie rozegrał jeden sezon.
Następnie został piłkarzem angielskiego Luton Town, gdzie grał 4 sezony (aż do 1984).

### Kariera trenerska

#### Początki
W latach 1985–1988 w Partizanie, ale już jako asystent głównego trenera, rozpoczął szkolenie młodych zawodników.
Jego pierwsza ekipa, jaką prowadził w roli pierwszego trenera to hiszpański Real Saragossa, z którą związał się w 1988 roku.

#### Madryt i Oviedo
Radomir miał również niedługi epizod w Realu Madryt, kiedy na stanowisku szkoleniowca zastąpił byłego legendarnego piłkarza - Alfreda Di Stéfano. W stolicy Hiszpanii nie zabawił długo, bo Królewskich prowadził jedynie przez 12 spotkań.
Potem przyszedł czas na Real Oviedo (lata 1992-1995) i tu miał podobne zadanie jak w ekipie z Madrytu, czyli dokończyć sezon za poprzedniego, źle spisującego się trenera.
Większą część czasu spędził jako sternik Atlético Madryt, bo był zatrudniony w tym zespole w latach 1995–1998 (z dwoma krótkimi przerwami).
W 2001 roku powrócił na dwa sezony do Oviedo.

#### Barcelona
Oficjalnie kontrakt z FC Barcelona podpisał w styczniu 2003 roku. Zarząd Dumy Katalonii borykał się z dużymi kłopotami. Częste zmiany trenerów i źle zarządzany finansowo klub popadł w recesję, dlatego zdecydowano się na diametralne zmiany. Po zakończeniu sezonu, kiedy Louis van Gaal opuścił stanowisko trenera na początku roku, Antić miał za zadanie doprowadzić zespół na jak najlepsze miejsce w lidze. Serb dobrze wiedział, że nie zagrzeje miejsca w stolicy Katalonii. Właśnie pod jego wodzą światło dzienne ujrzeli Víctor Valdés, który później został podstawowym bramkarzem Barçy oraz Andres Iniesta - legendarny pomocnik klubu. W połowie sezonu, kiedy Antić opuszczał stanowisko stertnika Barcy, ta zajmowała 6. miejsce w La Lidze. Zastąpiony został przez byłego piłkarza klubu - Franka Rijkaarda.

#### Celta Vigo
Po zakończonym sezonie w Barcelonie Antić zyskał reputację jako bardzo dobry trener kryzysowy. W połowie sezonu 2003/04 został szkoleniowcem hiszpańskiej Celty Vigo. 29 marca 2004 roku po porażce z Realem Saragossa 0:2 podał się do dymisji. Był odpowiedzialny za zespół w zaledwie dziewięciu meczach ligowych, w których zdobył tylko siedem punktów. Ostatecznie zespół prowadzony przez niego zajął dziewiętnaste miejsce i spadł do Segundy División.

#### Reprezentacja Serbii i chińskie kluby
W latach 2008–2010 prowadził reprezentację Serbii.
25 grudnia 2012 podpisał dwuletni kontrakt z chińskim zespołem piłkarskim Shandong Luneng, gdzie pracował przez kilka miesięcy.
W 2015 pracował jeszcze krótko w innym klubie z tego kraju - Hebei China Fortune.

### Śmierć
6 kwietnia 2020 w wieku 71 lat zmarł w Madrycie będąc chorym na koronawirusa i zapalenie trzustki.